# Saalfelden am Steinernen Meer
Saalfelden am Steinernen Meer je město v rakouské spolkové zemi Salcbursko v okrese Zell am See. Žije zde přibližně 17 tisíc obyvatel.

## Osobnosti města
- Marlies Schildová (* 1981), sjezdařka